# Standard Fifteen
Der Standard Fifteen war ein PKW, den die Standard Motor Company in Coventry in den Jahren 1907, 1912 und von 1929 bis 1931 baute.
Der Name tauchte zuerst 1907 auf und bezeichnete den kleinen Tourenwagen 15 hp, der einen seitengesteuerten Sechszylindermotor besaß. 1912 hatte der 15 hp einen großen Vierzylindermotor und beerbte damit den in den Jahren vorher gebauten 16 hp. 1929 tauchte der Name zum dritten Mal auf. Diesmal trieb ein mittelgroßer Sechszylindermotor die Limousinen an, die bis 1931 parallel zum fast gleich großen 16 hp gebaut wurden.

## 15 hp (1907)
1907 erschien der Tourenwagen 15 hp mit langhubigem Sechszylinder-Reihenmotor mit 1.593 cm³ Hubraum (Bohrung × Hub = 70 mm × 82 mm). Damit war der 15 hp das kleinere von zwei Modellen des Herstellers in diesem Jahr. Der große Sechszylinder hieß 30 hp.
Bereits im Folgejahr verschwand der kleine Sechszylinder ersatzlos.

## 15 hp (1912)
1912 gab es einen 15 hp mit vollkommen anderer Auslegung. Er war eine etwas kleinere Ausführung des 1909–1911 hergestellten 16 hp und besaß einen langhubigen Vierzylinder-Reihenmotor mit 2.368 cm³ Hubraum (Bohrung × Hub = 80 mm × 120 mm). Damit war der 15 hp wiederum das kleinste von drei Modellen des Herstellers in diesem Jahr. Die beiden Sechszylindermodelle hießen 20 hp und 25 hp.
Bereits im Folgejahr verschwand der mittelgroße Vierzylinder ersatzlos.

## 15 hp / 15 hp long (1929–1931)
1929 erschien wieder ein 15 hp mit Sechszylindermotor. Das langhubige Aggregat hatte eine Bohrung von 63,5 mm und einen Hub von 101,6 mm, was in einem Hubraum von 1.930 cm³ resultierte. Dieser Motor leistete 37 bhp (27 kW) bei 3.000 min−1 und beschleunigte die klassische Limousine bis auf 93 km/h.
1930 lief dieses Modell aus und wurde durch den 15 hp long ersetzt. Dieser Wagen war deutlich länger und breiter und hatte auch 7″ (178 mm) im Radstand zugelegt. Die Zylinderbohrungen waren auf 65,5 mm erweitert worden, was dem Motor einen Hubraum von 2.054 cm³ verschaffte. Die Leistung erhöhte sich auf 41 bhp (30 kW) bei weiterhin 3.000 min−1. Die Höchstgeschwindigkeit lag bei 96,5 km/h.
Mit dem gleichen Motor war auch der etwas kleinere 16 hp ausgestattet, der parallel gebaut wurde. 1932 entfiel der 15 hp.

## Quelle
Culshaw, David & Horrobin, Peter: The Complete Catalogue of British Cars 1895-1975, Veloce Publishing plc., Dorchester (1997), ISBN 1-874105-93-6